# برهان الدين أويسال
برهان الدين أويسال (20 يونيو 1967 - 3 مايو 2021) سياسي وأكاديمي تركي.

## السيرة الشخصية
التحق أويسال بجامعة غازي وتخرج بعد ذلك من أكاديمية الشرطة الوطنية التركية في عام 1992. ثم حصل على درجتي الماجستير والدكتوراه من جامعة غازي. شغل منصب محاضر في جامعة فان يوزونكو يل من 1994 إلى 1997 وكان أستاذًا مساعدًا في جامعة زونغولداك بولنت أجاويد من 1997 إلى 2000. في ذلك العام أصبح أستاذًا مشاركًا، وأصبح أستاذًا في عام 2006.
في عام 2008 تم تعيين أويسال في منصب رئيس جامعة كارابوك من قبل عبد الله جول. ومع ذلك استقال في 10 فبراير 2015 للترشح للجمعية الوطنية الكبرى لتركيا كعضو في حزب العدالة والتنمية. انتخب في 1 نوفمبر 2015 لعضوية البرلمان التركي السادس والعشرين ممثلاً كارابوك.
تم تشخيص إصابة برهان الدين أويسال بـ كوفيد 19 في 2 أبريل 2021. توفي عن عمر يناهز 53 عامًا في مستشفى مدينة أنقرة بيلكنت في 3 مايو. ودُفن في إرغلي في اليوم التالي.